# Vanessa annabella
Espèce
Synonymes
- Cynthia annabella Field, 1971[1]

Vanessa annabella est une espèce nord-américaine de papillons de la famille des Nymphalidae et de la sous-famille des Nymphalinae.

## Systématique
L'espèce Vanessa annabella a été initialement décrite en 1971 par William Dewitt Field (d) sous le protonyme de Cynthia annabella.

## Noms vernaculaires
Vanessa annabella se nomme West Coast Lady en anglais et Dama Cuatro Ojos en espagnol.

## Description
Vanessa annabella est un moyen à grand papillon qui présente un dessus avec des antérieures de couleur marron ponctué fauve orangé et de petites taches blanches à l'apex et des postérieures orange fauve finement bordées de marron et d'une rangée submarginale de trois ou quatre ocelles. Elle se distingue des espèces proches par l'absence sur ses ailes antérieures des marques deux chez  Vanessa virginiensis et quatre chez Vanessa cardui).
Le revers des postérieures est terne avec les ocelles bien visibles.

### Espèces proches
- Vanessa cardui
- Vanessa virginiensis

### Chenille
La chenille est de couleur orange tacheté de marron vert et très poilue.

## Biologie

### Plantes hôtes
Les  plantes-hôtes de sa chenille sont diverses Malvaceae dont Malva parviflora, Sidalcea, Althaea, Sphaeralcea, et Urtica.

## Écologie et distribution
Vanessa annabella est présente dans tout l'Ouest de l'Amérique du Nord, de la Colombie-Britannique à la Californie et à l'Est jusqu'à la limite du Dakota du Nord et du Minnesota, au Nebraska, au Kansas, et au Texas, au Mexique et jusqu'au Guatemala,.
Au Canada elle n'est résidente que le long de la côte pacifique dans le Sud de la Colombie-Britannique et de l'Alberta, mais elle est migratrice dans les régions proches.

### Biotope
Elle a pour habitat les prairies fleuries et d'autres espaces ouverts, elle se rencontre le long des routes, dans les friches, les prés et les clairières.

### Période de vol et hivernation
Elle vole toute l'année dans certaines de ses zones de résidence et vole à partir d'avril dans l'Utah ou le Colorado.
Ce sont les adultes qui hibernent.

### Protection
Pas de statut de protection particulier.